# Колумбія на зимових Олімпійських іграх 2010
Колумбія на зимових Олімпійських іграх 2010 була представлена 1 спортсменом в 1 виді спорту.

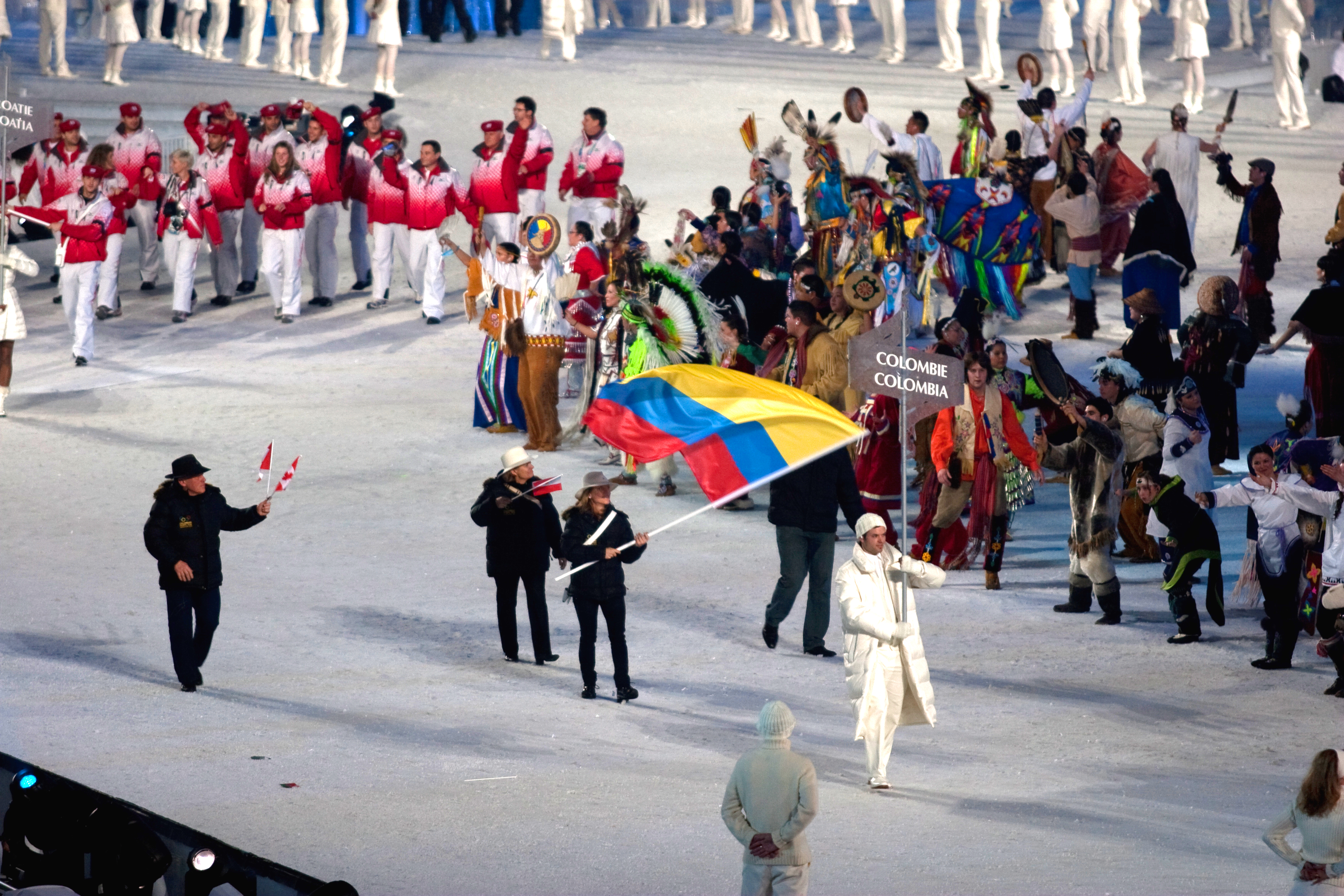
Збірна Колумбії під час Параду націй на церемонії відкриття Олімпіади